# David Vega Hernández
David Vega Hernández (Telde, 23 giugno 1994) è un tennista spagnolo.
Ha ottenuto i migliori risultati in doppio, specialità nella quale ha vinto cinque tornei del circuito maggiore, diversi titoli nei circuiti Challenger e ITF e si è spinto fino al 28º posto del ranking ATP nel febbraio 2023. Il miglior risultato nei tornei del Grande Slam sono i quarti di finale raggiunti al Roland Garros 2022. In singolare ha vinto solo alcuni titoli ITF a inizio carriera.

## Carriera

### 2010-2017, primi anni da professionista e primi titoli ITF
Fa il suo esordio tra i professionisti nel 2010 in doppio nel circuito Challenger e nel 2012 in singolare nel circuito ITF. Nel 2013 vince i suoi primi titoli nel circuito ITF, tre in doppio e uno in singolare. Negli anni successivi continua a vincere nel circuito ITF soprattutto in doppio e nel giugno 2016 entra per la prima volta nella top 300 del ranking. In singolare disputa la sua migliore stagione nel 2014, quando vince un titolo ITF, raggiunge i quarti di finale nel Challenger di Siviglia e raggiunge il 403º posto mondiale, che rimarrà il miglior ranking in carriera. Disputa e perde la prima finale Challenger in doppio nell'agosto 2017 a Segovia, risultato che lo porta nella top 200.

### 2018-2019, primi titoli Challenger, esordio nel circuito maggiore
Nel giugno 2018, alla sua terza finale Challenger, vince il primo titolo a Blois in coppia con Fabrício Neis, sconfiggendo in finale Hsieh Cheng-peng / Rameez Junaid. Nel giro di quattro mesi si aggiudica anche i tornei di doppio nei Challenger di Marburgo, Biella e Barcellona e in novembre raggiunge la 111ª posizione mondiale. Nel 2019 abbandona definitivamente i tornei ITF, disputa altre sei finali Challenger e vince quelle di Poznań e Barcellona. A maggio fa il suo esordio nel circuito maggiore in coppia con Alex de Minaur al Roland Garros e vengono eliminati al primo turno. Il mese successivo giocano il torneo ATP sull'erba di 's-Hertogenbosch, si spingono fino in semifinale sconfiggendo nei quarti le teste di serie nº 4 Rajeev Ram / Joe Salisbury e vengono sconfitti da Dominic Inglot / Austin Krajicek.

### 2020-2021, primo titolo ATP, top 100 del ranking
Il miglior risultato del 2020 è la semifinale disputata al Challenger di Praga 2, si mantiene comunque per tutta la stagione a ridosso della top 100. Torna al successo nel 2021 vincendo in febbraio un altro Challenger a Biella e a fine mese raggiunge la semifinale al torneo ATP di Singapore. A luglio conquista il primo titolo in un torneo del circuito maggiore a Umago assieme a Fernando Romboli, sconfiggendo in finale Tomislav Brkić / Nikola Ćaćić con il punteggio di 6-3, 7-5; con questo successo entra per la prima volta nella top 100, alla 98ª posizione mondiale. Nel corso della stagione vince nei Challenger anche i tornei di Siviglia e Alicante e perde altre quattro finali di categoria, chiudendo il 2021 all'89º posto del ranking.

### 2022, quattro titoli ATP, quarti di finale al Roland Garros e top 40
Continua l'ascesa in classifica nei primi mesi del 2022 con i titoli Challenger conquistati assieme ad Albano Olivetti a Quimper e a Pau, ma soprattutto conquistando ad aprile il suo secondo titolo nel circuito maggiore a Marrakech, dove in coppia con Rafael Matos batte in due set in finale Jan Zieliński / Andrea Vavassori. Ancora con Matos perde nelle settimane successive le finali al Challenger di Madrid e al torneo ATP di Monaco di Baviera, si riscattano due settimane dopo aggiudicandosi il Challenger 125 di Bordeaux. Raggiungono i quarti di finale al torneo ATP di Lione e soprattutto al Roland Garros, dove Vega Hernández si presenta per la seconda  volta (unico torneo del Grande Slam a cui abbia partecipato); eliminano tra gli altri le teste di serie nº 13 Santiago González / Andres Molteni e vengono sconfitti da Marcelo Arévalo / Jean-Julien Rojer, che si aggiudicheranno il titolo. A fine giugno vincono un altro titolo ATP sull'erba di Maiorca, in semifinale si prendono la rivincita su Arevalo / Rojer e in finale hanno la meglio in tre set su Ariel Behar / Gonzalo Escobar; a fine torneo Vega Hernández porta il best ranking alla 42ª posizione mondiale.
Si spingono fino al terzo turno a Wimbledon, dove Vega Hernández fa il suo esordio in carriera, e cedono al quarto set alle teste di serie nº 1 Rajeev Ram / Joe Salisbury. Si aggiudicano il titolo anche al successivo torneo ATP di Båstad superando in finale Simone Bolelli / Fabio Fognini, sconfitti 13-11 nel set decisivo, e Vega Hernández sale al 38º posto mondiale. L'unico risultato di rilievo nei due mesi successivi è la semifinale che raggiungono a Umago. Agli US Open si presentano entrambi come esordienti ed escono di scena al primo turno. Tornano a vincere un torneo ATP a ottobre superando in tre set nella finale di Sofia Oscar Otte / Fabian Fallert. Raggiungono la finale anche al successivo Japan Open, la prima per entrambi in un ATP 500, e vengono sconfitti in tre set da Mackenzie McDonald / Marcelo Melo. Con i quarti di finale giocati a Basilea chiude la stagione al 31º posto mondiale.

### 2023-2024, top 30 e discesa nel ranking
Aprono la stagione con i quarti di finale raggiunti all'Adelaide 2. Viene eliminato nei quarti di finale anche in doppio misto agli Australian Open con Jeļena Ostapenko. A febbraio si spinge con Matos in semifinale a Córdoba e sale al 28º posto del ranking. Ha quindi inizio una serie quasi ininterrotta di sconfitte che continua anche dopo la fine del sodalizio con Matos in maggio. Eliminato al primo turno al Roland Garros, inizia a giocare con Albano Olivetti con il quale raggiunge la semifinale allo Swiss Open Gstaad. Nella parte finale della stagione cambia altri partner senza conseguire risultati di rilievo e a ottobre esce dalla top 100. Il momento negativo continua nel 2024, gioca solo i Challenger senza successi e a luglio esce per alcune settimane dalla top 200. Dà segnali di ripresa a settembre raggiungendo al Challenger Rafa Nadal Open la prima finale dopo quelle disputate nel 2022, e viene sconfitto. Si riscatta la settimana successiva vincendo il Challenger 125 di Genova in coppia con Benjamin Hassan e risale fino alla 140ª posizione.

### 2025
Dopo i primi alterni risultati di inizio stagione, a fine marzo si aggiudica il titolo al Girona Challenger in coppia con Anirudh Chandrasekar. A maggio si impone anche al Challenger 100 di Oeiras II, questa volta in coppia con Andreas Mies.

## Statistiche
Aggiornate al 17 maggio 2025.

### Doppio

#### Vittorie (5)
| Legenda              |
| Grande Slam (0)      |
| ATP Finals (0)       |
| ATP Masters 1000 (0) |
| ATP Tour 500 (0)     |
| ATP Tour 250 (5)     |

| N. | Data           | Torneo                          | Superficie  | Compagno         | Avversari in finale            | Punteggio              |
| 1. | 24 luglio 2021 | Croatia Open Umag, Umago        | Terra rossa | Fernando Romboli | Tomislav Brkić Nikola Ćaćić    | 6-3, 7-5               |
| 2. | 9 aprile 2022  | Grand Prix Hassan II, Marrakech | Terra rossa | Rafael Matos     | Jan Zieliński Andrea Vavassori | 6-1, 7-5               |
| 3. | 25 giugno 2022 | Mallorca Championships, Calvià  | Erba        | Rafael Matos     | Ariel Behar Gonzalo Escobar    | 7-6(5), 6(6)-7, [10-1] |
| 4. | 17 luglio 2022 | Swedish Open, Båstad            | Terra rossa | Rafael Matos     | Simone Bolelli Fabio Fognini   | 6-4, 3-6, [13-11]      |
| 5. | 2 ottobre 2022 | Sofia Open, Sofia               | Terra rossa | Rafael Matos     | Oscar Otte Fabian Fallert      | 3-6, 7-5, [10-8]       |

#### Finali perse (2)
| Legenda doppio       |
| Grande Slam (0)      |
| ATP Finals (0)       |
| ATP Masters 1000 (0) |
| ATP Tour 500 (1)     |
| ATP Tour 250 (1)     |

| N. | Data           | Torneo                                       | Superficie  | Compagno     | Avversari in finale             | Punteggio        |
| 1. | 1º maggio 2022 | Internazionali di Baviera, Monaco di Baviera | Terra rossa | Rafael Matos | Kevin Krawietz Andreas Mies     | 6-4, 4-6, [7-10] |
| 2. | 9 ottobre 2022 | Japan Open, Tokyo                            | Cemento     | Rafael Matos | Marcelo Melo Mackenzie McDonald | 4-6, 6-3, [4-10] |

### Tornei minori

#### Singolare

##### Vittorie (3)
| Legenda tornei minori |
| Challenger (0)        |
| Futures (3)           |

##### Sconfitte in finale (4)
| Legenda tornei minori |
| Challenger (0)        |
| Futures (4)           |

#### Doppio

##### Vittorie (38)
| Legenda tornei minori |
| Challenger (14)       |
| Futures (24)          |

| N.  | Data              | Torneo                                      | Superficie   | Compagno             | Avversari in finale                         | Punteggio           |
| 1.  | 23 giugno 2018    | Internationaux de Blois, Blois              | Terra rossa  | Fabrício Neis        | Hsieh Cheng-peng Rameez Junaid              | 7-6(4), 6-1         |
| 2.  | 7 luglio 2018     | Marburg Open, Marburgo                      | Terra rossa  | Fabrício Neis        | Henri Laaksonen Luca Margaroli              | 4-6, 6-4, [10-8]    |
| 3.  | 22 settembre 2018 | Biella Challenger, Biella                   | Terra rossa  | Fabrício Neis        | Rameez Junaid Purav Raja                    | 6-4, 6-4            |
| 4.  | 13 ottobre 2018   | Sánchez-Casal Cup, Barcellona               | Terra rossa  | Marcelo Demoliner    | Rameez Junaid David Pel                     | 7-6(3), 6-3         |
| 5.  | 8 giugno 2019     | Poznań Open, Poznań                         | Terra rossa  | Andrea Vavassori     | Pedro Martínez Mark Vervoort                | 6-4, 6(4)-7, [10-6] |
| 6.  | 5 ottobre 2019    | Sánchez-Casal Cup, Barcellona               | Terra rossa  | Simone Bolelli       | Sergio Martos Gornés Ramkumar Ramanathan    | 6-4, 7-5            |
| 7.  | 13 febbraio 2021  | Biella Challenger, Biella                   | Cemento (i)  | Luis David Martínez  | Szymon Walków Jan Zieliński                 | 6-4, 3-6, [10-8]    |
| 8.  | 11 settembre 2021 | Copa Sevilla, Siviglia                      | Terra gialla | Mark Vervoort        | Javier Barranco Cosano Sergio Martos Gornés | 6-3, 6(7)-7, [10-7] |
| 9.  | 16 ottobre 2021   | JC Ferrero Challenger Open Alicante         | Cemento      | Denys Molčanov       | Romain Arneodo Matt Reid                    | 6-4, 6-2            |
| 10. | 29 gennaio 2022   | Open Quimper Bretagne Quimper               | Cemento (i)  | Albano Olivetti      | Sander Arends David Pel                     | 3-6, 6-4, [10-8]    |
| 11. | 26 febbraio 2022  | Open Pau-Pyrénées, Pau                      | Cemento (i)  | Albano Olivetti      | Karol Drzewiecki Kacper Żuk                 | walkover            |
| 11. | 15 maggio 2022    | Tournoi International de Bordeaux, Bordeaux | Terra rossa  | Rafael Matos         | Hugo Nys Jan Zieliński                      | 6-4, 6-0            |
| 12. | 7 settembre 2024  | Genoa Open Challenger, Genova               | Terra rossa  | Benjamin Hassan      | Romain Arneodo Théo Arribagé                | 6-4, 7-5            |
| 13. | 29 marzo 2025     | Girona Challenger, Gerona                   | Terra rossa  | Anirudh Chandrasekar | Grégoire Jacq Orlando Luz                   | 6-4, 6-4            |
| 14. | 17 maggio 2025    | Oeiras Challenger II, Oeiras                | Terra rossa  | Andreas Mies         | Marcelo Demoliner David Pichler             | 6-4, 6-4            |

##### Sconfitte in finale (35)
| Legenda tornei minori |
| Challenger (12)       |
| Futures (23)          |

| N.  | Data              | Torneo                                          | Superficie      | Compagno               | Avversari in finale                          | Punteggio           |
| 1.  | 5 agosto 2017     | Open Castilla y León, Segovia                   | Cemento         | Roberto Ortega Olmedo  | Adrián Menéndez Maceiras Serhij Stachovs'kyj | 6-4, 3-6, [7-10]    |
| 2.  | 8 settembre 2017  | Copa Sevilla, Siviglia                          | Terra gialla    | Ivan Gachov            | Íñigo Cervantes Pedro Cachín                 | 6(5)-7, 6-3, [5-10] |
| 3.  | 28 luglio 2018    | Prague Open, Praga                              | Terra rossa     | Fernando Romboli       | Sander Gillé Joran Vliegen                   | 4-6, 2-6            |
| 4.  | 27 aprile 2019    | Internazionali di Tennis d'Abruzzo, Francavilla | Terra rossa     | Guillermo Durán        | Denys Molčanov Igor Zelenay                  | 3-6, 1-6            |
| 5.  | 6 luglio 2019     | Guzzini Challenger, Recanati                    | Cemento         | Andrea Vavassori       | Goncalo Oliveira Ramkumar Ramanathan         | 2-6, 4-6            |
| 6.  | 26 ottobre 2019   | Brest Challenger, Brest                         | Cemento (i)     | Andrea Vavassori       | Denys Molčanov Andrėj Vasileŭski             | 3-6, 1-6            |
| 7.  | 23 novembre 2019  | Maia Challenger, Maia                           | Terra rossa (i) | Guillermo García López | Andre Begemann Daniel Masur                  | 6(2)-7, 4-6         |
| 8.  | 30 gennaio 2021   | Antalya Challenger, Adalia                      | Terra rossa     | Luis David Martínez    | Denys Molčanov Oleksandr Nedovjesov          | 6-3, 4-6, [16-18]   |
| 9.  | 5 giugno 2021     | Biella Challenger, Biella                       | Terra rossa     | Luis David Martínez    | Tomás Martín Etcheverry Renzo Olivo          | 6-3, 3-6, [8-10]    |
| 10. | 20 novembre 2021  | Open Pau-Pyrénées, Pau                          | Cemento (i)     | Aisam-ul-Haq Qureshi   | Romain Arneodo Tristan-Samuel Weissborn      | 4-6, 2-6            |
| 11. | 27 novembre 2021  | Open Città di Bari, Bari                        | Cemento         | Andrea Vavassori       | Lloyd Glasspool Harri Heliövaara             | 3-6, 0-6            |
| 12. | 16 aprile 2022    | Open Comunidad de Madrid, Madrid                | Terra rossa     | Rafael Matos           | Adam Pavlásek Igor Zelenay                   | 3-6, 6-3, [6-10]    |
| 13. | 1º settembre 2024 | Rafa Nadal Open, Manacor                        | Cemento         | Anirudh Chandrasekar   | David Pichler Jurij Rodionov                 | 6-1, 3-6, [7-10]    |